# Furrina
Furrina, ou moins souvent Furina, est une divinité romaine peu connue dont la fête, les Furrinalia, était célébrée le 25 juillet. Un bois sacré lui était consacré au pied du Janicule. C'était d'après Georges Dumézil la déesse des eaux souterraines et la patronne du creusement des puits.

## Culte
Selon le témoignage de Varron, Furrina était une divinité presque oubliée à son époque. Varron dit que, de son temps (au Ier siècle av. J.-C.), son nom était à peine connu de quelques-uns : « nunc uix nomen notum paucis ».
Furrina disposait d'un flamine mineur préposé à son culte, le flamen Furinalis, ce qui atteste d'une certaine importance dans la religion archaïque.
Clôturant, dans le calendrier des fêtes religieuses romaines, la série de fêtes liées à la Canicule (Lucaria et Neptunalia), la fête des Furrinalia était célébrée le 25 juillet dans un bosquet sacré du Janicule appelé le lucus Furrinae. C'est dans ce bois sacré que Caius Gracchus, mis hors la loi par un senatus consultum ultimum et poursuivi par ses ennemis, trouva la mort en 121 av. J.-C. Le lucus Furrinae se trouvait à l'emplacement actuel du parc de la Villa Sciarra. Sous l'Empire, aux IIe et IIIe siècles, la nympha Furrina y côtoie d'autres cultes, d'origine orientale, attestés par des inscriptions en grec à Zeus Keraunios et à Jupiter Héliopolitain ; on y trouve aussi un relief représentant la déesse syrienne Atargatis Dercéto avec deux lions.
Selon une lettre de Cicéron à son frère Quintus, Furrina avait aussi un sanctuaire près d'Arpinum.

## Recherches étymologiques

### Origine étrusque
Paul Gauckler, archéologie que localisa le lucus Furrinae et y effectua un sondage en 1908, remarque que les variantes nommant la déesse Furrina, Furina, Forina comportent la même série de consonnes f-r-n. Il fait le rapprochement avec les mots Feronia, Ferentis, Ferentum, Ferentinum, Ferentina, désignant des toponymes étrusques ou d'influence étrusque. Similaire à la nymphe étrusque Féronie, Furrina serait donc elle aussi d'origine étrusque, et le lucus Furrinae aurait été aménagé près de Rome durant la période de domination étrusque.

### Origine indo-européenne
Georges Dumézil suggère que le nom de Furrina serait issu de la racine indo-européenne *bhrewr-, d'où dérivent les mots « source » en grec ancien et en gotique, et « puits » en arménien. Cette racine aurait donné en proto-latin *freuor ou *frur, dont le « r » aurait migré en *furr-, désignant les puits et les eaux souterraines. Tombée en désuétude au profit de puteus, cette forme ancienne ambiguë aurait progressivement disparu du vocabulaire romain, privant ainsi la divinité archaïque de son support étymologique. Toutefois, ce mot latin frur ou furr n'existe pas. Selon George Dumézil, on peut penser qu'il a existé (peut-être l'homophonie du nominatif avec celui de fur « (voleur ») a-t-elle contribué à le faire disparaître au profit du nouveau puteus ?) et qu'il survit dans son dérivé devenu incompréhensible aux Romains eux-mêmes, Furrina, le nom de la déesse dans laquelle on reconnaît une patronne du travail de creusement des puits.  Furrina fut probablement évincée par la figure de Neptune/Poséidon. À l'image du dieu Fons (divinité des sources naturelles), elle fut progressivement reléguée au rang de nymphe et de divinité secondaire et réduite au mystère de son étymologie.